# Nowa Dacza (obwód dniepropetrowski)
Nowa Dacza (ukr. Нова Дача) – wieś na Ukrainie, w obwodzie dniepropetrowskim, w rejonie pawłohradzkim, w hromadzie Bohdaniwka. W 2001 liczyła 1319 mieszkańców, spośród których 169 wskazało jako ojczysty język ukraiński, 1146 rosyjski, a 4 inny.